# Parydra lynetteae
Parydra lynetteae är en tvåvingeart som beskrevs av Clausen och Cook 1971. Parydra lynetteae ingår i släktet Parydra och familjen vattenflugor. Inga underarter finns listade i Catalogue of Life.